# Street Drum Corps
Das Street Drum Corps ist eine aus Los Angeles stammende US-amerikanische Punkrock-Percussion-Band.
Sie wurde im April 2004 von Bobby Alt (S.T.U.N und Faculty X), seinem Bruder Adam Alt (Circus Minor) und Frank Zummo (The Start) gegründet. SDC nutzt neben Schlagzeug und Equipment für Blaskapellen Metalltonnen, Küchengeräte oder Werkzeuge als Instrumente. SDC haben bisher zwei Alben veröffentlicht.
In den USA sind SDC nicht unbekannt und hatten bei ihren Shows Gastauftritte von: Tommy Lee (Mötley Crüe), Adrian Young (No Doubt), Brooks Wackerman (Bad Religion), Bert McCracken (The Used), Max Weinberg (Conan O’Brien), Rob Bourdon (Linkin Park), Byron McMackin (Pennywise), John Sawicki (STOMP) und Shannon Leto von 30 Seconds to Mars.
SDC trat im März 2010 als Vorband von 30 Seconds to Mars während ihrer Into the Wild-Tour auch in Deutschland auf.

## Diskografie
- 2006: Street Drum Corps
- 2008: We Are Machines